# Polynucleotide
Một phân tử polynucleotide là một biopolymer bao gồm 13 hoặc nhiều hơn  các monome nucleotide liên kết cộng hóa trị trong một chuỗi. DNA (axit deoxyribonucleic) và RNA (axit ribonucleic) là ví dụ về polynucleotide có chức năng sinh học riêng biệt. Tiền tố poly xuất phát từ tiếng Hy Lạp cổ đại (polys, nhiều). DNA bao gồm hai chuỗi polynucleotide, với mỗi chuỗi ở dạng xoắn ốc xoắn ốc.

## Trình tự
Mặc dù DNA và RNA thường không xảy ra trong cùng một polynucleotide, bốn loài nucleotide có thể xảy ra theo bất kỳ thứ tự nào trong chuỗi. Trình tự các loài DNA hoặc RNA cho một polynucleotide nhất định là yếu tố chính quyết định chức năng của nó trong một sinh vật sống hoặc một thí nghiệm khoa học.

## Polynucleotide trong sinh vật
Polynucleotide xảy ra tự nhiên trong tất cả các sinh vật sống. Bộ gen của một sinh vật bao gồm các cặp polynucleotide cực kỳ dài quấn quanh nhau dưới dạng một chuỗi xoắn kép. Polynucleotide có nhiều vai trò khác trong sinh vật.

## Polynucleotide trong thí nghiệm khoa học
Polynucleotide được sử dụng trong các thí nghiệm sinh hóa như phản ứng chuỗi polymerase (PCR) hoặc giải trình tự DNA. Polynucleotide được tạo ra một cách nhân tạo từ oligonucleotide, chuỗi nucleotide nhỏ hơn với ít hơn 30 tiểu đơn vị. Một polymerase enzym được sử dụng để mở rộng dây chuyền bằng cách thêm nucleotide theo một khuôn mẫu xác định bởi các nhà khoa học.